# Fiducia
Fiducia (od łac. fides = „wiara”, „zaufanie”) – kontrakt powiernictwa, powiernictwo, fiducja. W prawie rzymskim fiducja była kontraktem realnym, dwustronnie zobowiązującym, niezupełnym, który polegał na przeniesieniu własności określonej rzeczy na powiernika (fiducjariusza), przy czym powiernik zobowiązywał się postępować z rzeczą w określony sposób oraz przenieść z powrotem – w oznaczonych okolicznościach – własność tej rzeczy na powierzającego.
Nazwa kontraktu pochodzi od wzajemnego zaufania (fides) kontrahentów, na którym opierało się porozumienie stron umowy.

## Charakter kontraktu powiernictwa
Do elementów kontraktu należało:
- przeniesienie własności rzeczy, które powodowało zaskarżalność kontraktu i nadanie mu charakteru realnego;
- umowa (zgodne porozumienie stron), co do przeniesienia z powrotem na alienującego własności rzeczy w razie zajścia przewidzianych w umowie okoliczności (pactum fiduciae).

Do powierniczego przeniesienia własności rzeczy nie wystarczała zwykła tradycja (przeniesienie posiadania), konieczna była mancypacja lub in iure cessio.
Kontrakt powiernictwa odgrywał bardzo istotną rolę w prawie rzymskim oraz dał początek szeregowi innych kontraktów, takich jak przechowanie, użyczenie i kontrakt zastawu, obok których istniał aż do późnego okresu poklasycznego (V w.). Ostatecznie fiducja zniknęła całkowicie w kodyfikacji justyniańskiej.

## Ochrona roszczeń wynikających z fiducji
Powiernik jako właściciel rzeczy mógł je zbyć, zaś powierzający nie miał prawa domagać się zwrotu rzeczy od nabywcy a zaledwie odszkodowania za niedotrzymanie pactum fiduciae.
Do przymuszenia fiduciariusza do oddania rzeczy albo do dokona czynności, do której się zobowiązał, służyło powództwo actio fiduciae. Wyrok z tego powództwa uwzględniający roszczenie powoda powodował infamię pozwanego.
Fiducjariusz miał prawo domagać się zwrotu nakładów poniesionych na rzecz lub odszkodowania za szkody związane z wykonywaniem kontraktu. Służyło temu powództwo actio fiduciae contraria.

## Szczególne rodzaje powiernictwa
Prawo rzymskie przewidywało m.in. następujące zastosowania fiducji:
- fiducia cum creditore contracta,
- fiducia cum amico contracta.

### Fiducia cum creditore contracta
Fiducia cum creditore contracta była umową zawieraną z wierzycielem w celu przewłaszczenia na zabezpieczenie wierzytelności. Dłużnik, przenosząc na wierzyciela własność swojej rzeczy przy pomocy mancypacji lub in iure cessio, dawał wierzycielowi zabezpieczenie pod zaciągniętą pożyczkę. Przeniesienie własności było przy tym powiernicze, tj. umawiano się jednocześnie, że z chwilą zwrotu długu własność zostanie przez wierzyciela z powrotem przeniesiona na dłużnika.
Z tego rodzaju fiducji wywodzi się zastaw.

### Fiducia cum amico contracta
Fiducia cum amico contracta była umową zawieraną z przyjacielem w celu wyświadczenia pewnej przysługi i była oparta na przyjacielskim stosunku zaufania między stronami.
Wyświadczenie przysługi mogło leżeć w interesie powierzającego albo powiernika:
- W interesie powierzającego kontrakt był zawierany celem przechowania rzeczy. Dla przykładu, zbywający mógł, przewidując swoją dłuższą nieobecność, przenieść w drodze in iure cessio własność kosztowności na rzecz przyjaciela z powierniczym zastrzeżeniem, iż zwróci mu on własność po jego powrocie. Z tego rodzaju fiducji wywodzi się kontrakt przechowania.
- W interesie powiernika kontrakt spełniał funkcje użyczenia. W tym celu przenoszono na przyjaciela własność użyczanej rzeczy, z zastrzeżeniem powierniczym zwrotu własności rzeczy po czasie potrzebnym mu na używanie.